# Allsvenskan de 1947–48
A Primeira Divisão do Campeonato Sueco de Futebol da temporada 1947-48, denominada oficialmente de Allsvenskan 1947-48, foi a 24º edição da principal divisão do futebol sueco. O campeão foi o IFK Norrköping que conquistou seu 5º título na história da competição.

## Premiação
| Allsvenskan 1947-48            |
| Sweden                         |
| ------------------------------ |
| NORRKÖPING Campeão (5º título) |